# Aljana
Aljana je žensko osebno ime.

## Izvor imena
Ime Aljana je različica ženskega osebnega imena Alja.

## Pogostost imena
Po podatkih Statističnega urada Republike Slovenije je bilo na dan 31. decembra 2007 v Sloveniji število ženskih oseb z imenom Aljana: 61.

## Osebni praznik
Osebe z imenom Aljana lahko godujejo takrat kot osebe z imenom Alja oziroma Aleksandra.